# Borgo di Milano (Boccioni)
Il Sobborgo di Milano, noto anche come Il Borgo di Milano, è un'opera d'arte dipinta a olio su tela e realizzata a cavallo tra il 1910 e il 1911 dal pittore Umberto Boccioni a Milano nel suo studio di Via Adige, nei pressi di Porta Vigentina-Via Ripamonti.

## Descrizione
L'opera è realizzata da Boccioni nel suo appartamento di Via Adige al numero 23 a Milano, osservando la zona porta Porta Romana-Vigentina-Via Ripamonti, vicino al Museo Fondazione Prada.